# Anteflexie
Anteflexie is de voorwaartse beweging van een ledemaat vanuit de neutrale uitgangshouding, de anatomische houding. Anteflexie kan plaatsvinden in het schoudergewricht en het heupgewricht. Het tegenovergestelde van anteflexie is retroflexie.
Flexie of buigen en extensie of strekken betekenen hetzelfde als anteflexie en retroflexie. Voor gewrichten waarin de bewegingsrichting is beperkt tot alleen voor- of achterwaarts, zoals bij het ellebooggewricht en de knie, wordt alleen flexie en extensie gezegd.